# Марио Пузо
Марио Джанлуиджи Пузо (на английски: Mario Gianluigi Puzo) е американски писател от италиански произход, специализирал се в романи за мафията, създател на бестселърите „Кръстникът“ (1969) и „Сицилианецът“ (1987).

## Биография
Пузо е роден на 15 октомври 1920 г. в семейство на емигранти от Сицилия, живеещи в Хелс Кичън, Манхатън, Ню Йорк. Завършва „Сити Колидж“ в Ню Йорк. Постъпва в армията на САЩ по време на Втората световна война, като служи в Азия и Германия.
Сключва брак с германка, Ерика, с която имат 5 деца. Когато Ерика умира от рак на гърдата на 58-годишна възраст през 1978 г. Медицинската сестра, която се е грижила за нея, Карол Джино, се превръща в спътница в живота на Пузо.
През 1950 г. в American Vanguard е публикуван първият му разказ, „Последната Коледа“. През 1955 г. написва първата си книга „Тъмната арена“.
През 1960 г. Брус Джей Фридман наема Пузо като помощник редактор в група мъжки пълп-списания със заглавия като Male и Men. Под псевдонима Марио Клери Пузо пише приключенски фичъри за Втората световна война за списание True Action.
Най-известната му творба – Кръстникът, е издадена през 1969 г.
Кръстникът е екранизиран в трилогия, режисирана от Франсис Форд Копола, която излиза по екраните през 1972, 1974 и 1990 г.
Пузо помага в създаването на адаптирания сценарий на Копола, написва първия си филмов сценарий за Земетресението през 1974 година и отново партнира на Копола за сценария на „Кръстникът 2“. След това написва сценария за Супермен: Филмът (1978) и през за Супермен II (1980).
Умира от сърдечна недостатъчност на 2 юли 1999 г. в дома си в Лонг Айлънд, Ню Йорк.

### Самостоятелни романи
- The Dark Arena (1955)
Тъмната арена, изд. „Петекстон“ (1993), прев. Максим Молхов
- The Fortunate Pilgrim (1965)
Щастливият странник, изд. ИК „Емас“, ИК „Глобус“ (2013), прев. Александър Ванчев
- The Runaway Summer of Davie Shaw (1966) – детска книга
- Six Graves to Munich (1967) – като Марио Клери
Шест гроба преди Мюнхен, изд. ИК „Емас“, ИК „Глобус“ (2009), прев. Владимир Зарков
- Fools Die (1978)
Умират глупаците, изд. „Атлантис“ (1992), изд. ИК „Емас“, ИК „Глобус“ (1998, 2014), прев. Веселин Лаптев
- The Fourth K (1990)
Четвъртият K, изд.: ИК „Хемус“ (1991), изд. ИК „Емас“, ИК „Глобус“ (1998, 2014), прев.
- The Last Don (1996)
Последният дон, изд.: ИК „Обсидиан“, София (1996, 1997), изд. ИК „Емас“, ИК „Глобус“ (2005), прев. Владимир Германов
- The Family (2001) – завършена от Каръл Джино
Фамилията, изд.: ИК „Обсидиан“, София (2001), изд. ИК „Емас“, ИК „Глобус“ (2005, 2015), прев. Боян Дамянов[5]

### Серия „Кръстникът“ (The Godfather)
1. The Godfather (1969)
Кръстникът, изд.: „Хр. Г. Данов“, Пловдив (1981, 1990), изд. ИК „Емас“, ИК „Глобус“ (1997), прев. Атанас Свиленов
2. The Sicilian (1984)
Сицилианецът, изд.: „Народна младеж“, София (1990), изд. ИК „Емас“, ИК „Глобус“ (1997), прев. Весела Прошкова
3. Omertà (2000)
Омерта, изд. ИК „Емас“, ИК „Глобус“ (2014), прев. Павел Талев

### Документални
- The Godfather Papers and Other Confessions (1972)
- Inside Las Vegas (1977)